# Sting (EP)
Pour les articles homonymes, voir Sting (homonymie).
Albums de Stellar
Marionette
(2014)
Singles
1. Vibrato
Sortie : 20 juillet 2015
2. Sting
Sortie : 18 janvier 2016

Sting est le second mini-album du girl group sud-coréen Stellar. Il est sorti le 18 janvier 2016 sous The Entertainment Pascal et distribué sous Universal Music.

## Sortie
Le 8 janvier 2016, il est annoncé que le groupe va faire son retour le 18 janvier avec un nouvel album nommé Sting. Il est aussi révélé que le clip vidéo pour le titre principal va être dirigé par Digipedi, la même compagnie qui a dirigé le clip d'« Up & Down » d'EXID, et la chorégraphie a été créé par le même chorégraphe que celui qui a créé celle de "Mister" de Kara,.
Du 11 janvier au 14 janvier, des photos teasers de chaque membre ont été mises en ligne sur le fancafé et le Twitter officiel du groupe,,,,. Le 14 janvier, un teaser pour le clip du titre principal est mis en ligne. Le 16 janvier, la liste des pistes complète de l'album est révélée, et le 17 janvier le clip vidéo de "Sting" est mis en ligne sur la chaîne YouTube officielle du groupe.
Le mini-album est publié sous le format digital le 18 janvier, et sous le format physique le 25 janvier par The Entertainment Pascal et distribué par Universal Music,.

## Liste des pistes
| 1.    | Do You Hear Me?                   | NOPARI               | NOPARI               | 0:55 |
| 2.    | Sting (찔려; Jjillyeo)            | GDLO                 | GDLO                 | 3:32 |
| 3.    | Insomnia                          | G-High, Lee Joohyung | G-High, Lee Joohyung | 3:23 |
| 4.    | Love Spell                        | Shin Agnes           | GDLO                 | 3:55 |
| 5.    | Cinderella (신데렐라; sindelella) | Gayoung, GDLO        | G-high               | 3:16 |
| 6.    | Vibrato (떨려요; Tteollyeoyo)     | Hwang Hyun           | Hwang Hyun           | 3:02 |
| 18:03 |                                   |                      |                      |      |

## Classement

### Classements hebdomadaires
| Classement (2016)              | Meilleure position |
| ------------------------------ | ------------------ |
| South Korea (Gaon Album Chart) | 13                 |

### Classements mensuels
| Classement (2016)              | Meilleure position |
| ------------------------------ | ------------------ |
| South Korea (Gaon Album Chart) | 40                 |

### Ventes
| Pays                | Ventes                   |
| ------------------- | ------------------------ |
| Corée du Sud (Gaon) | plus de 1 711 (Physique) |

## Historique de sortie
| Pays            | Date            | Format                   | Label                                     |
| --------------- | --------------- | ------------------------ | ----------------------------------------- |
| Mondial         | 18 janvier 2016 | Téléchargement numérique | The Entertainment Pascal, Universal Music |
| Corée du Sud    | 18 janvier 2016 | Téléchargement numérique | The Entertainment Pascal, Universal Music |
| 25 janvier 2016 | CD              |                          | The Entertainment Pascal, Universal Music |